# Juticalpa
Juticalpa ist eine Stadt mit etwa 60.000 Einwohnern und Hauptort einer Gemeinde (municipio) mit insgesamt ca. 130.000 Einwohnern in Honduras. Sie ist die Hauptstadt des Departamento Olancho und seit dem Jahr 1949 Sitz einer Territorialprälatur, die im Jahr 1987 zum Bistum Juticalpa erhoben wurde.

## Lage und Klima
Die etwa 410 m hoch gelegene Stadt Juticalpa liegt in einem breiten Flusstal entlang des Rio Juticalpa und ist ca. 180 km (Fahrtstrecke) in nordöstlicher Richtung von der Landeshauptstadt Tegucigalpa entfernt. Es fällt vergleichsweise viel Regen (ca. 3200 mm/Jahr).

## Bevölkerungsentwicklung
| Jahr      | 2001   | 2013   |
| Einwohner | 33.698 | 56.302 |

Der deutliche Bevölkerungszuwachs beruht im Wesentlichen auf der immer noch anhaltenden Zuwanderung von Einzelpersonen und Familien aus den Dörfern der Umgebung.

## Wirtschaft
Die Wirtschaft von Juticalpa ist hauptsächlich landwirtschaftlich und kommerziell geprägt. Olanchos weite, fruchtbare Flusstäler unterstützen Landwirtschaft und Viehzucht. Queso Olanchano, ein harter und salziger Käse, und Mantequilla Crema, weiße Sahne, werden in großen Mengen in mehreren Molkereien hergestellt und in das ganze Land, die zentralamerikanische Region und sogar in die USA exportiert.

## Geschichte
Die spanische Siedlung wurde im Jahre 1530 gegründet. Im Jahr 1791 erscheint Juticalpa in den Aufzeichnungen als San Juan de Juticalpa. Am 16. Juni 1835 wurde der Name in Juticalpa geändert und der Ort erhielt den Titel einer Stadt. Im Jahr 1865 wurde Juticalpa die Hauptstadt des Departamento Olancho, nach mehreren bewaffneten Aufständen im Departamento, gegen die Behörden aus der Stadt Manto, der alten Hauptstadt, und der Zentralregierung von Honduras.

## Sehenswürdigkeiten
Hauptsehenswürdigkeit der Stadt ist die in den Jahren 1835 bis 1847 erbaute Kirche der Inmaculada Concepción, die im Jahr 1987 von Papst Johannes Paul II. in den Rang einer Kathedrale erhoben wurde. Die figuren- und schmucklose Fassade ist durch vertikale Elemente (Säulen und Pilaster) gegliedert, die jedoch mehrfach von horizontalen Gesimsen überschnitten werden. Das Innere ist dreischiffig, wobei schlanke hölzerne Stützen sowohl die flachen Holzdecken über den Seitenschiffen, als auch die trapezförmig gewölbte Decke über dem Mittelschiff tragen.

## Söhne und Töchter der Stadt
- Manuel Bonilla (1849–1913), General und Präsident
- Froylán Turcios (1875–1943), Politiker und Schriftsteller
- Luis Fernando Garrido (* 1990), Fußballspieler